# 絕
絕（Zetsu）是日本動漫系列《火影忍者》中的一個角色。

## 简介

### 外表與性格
特徵是草綠色短髮，黃色瞳孔，似乎是一體兩人的身體，由黑白兩部分組成（黑色部分的臉孔多了一排釘子），身體外圍有豎直伸出的兩片巨大齒葉並能隨意圍住頭部，貌似一個人從巨大捕蠅草的葉片中冒出來（與他的回收屍體相對應）。其人格也是黑白兩部分互異，黑色部分的語氣沉著冷靜，白色部分的語氣平和並略帶調侃。黑白兩部分在意識上相互獨立就像兩個人，並且能像兩個人那樣對話，常常一人在問話時，自己體內又有一股不知名的聲音來回應。擁有代表「玄武」的「玄」字戒指（動畫版和者之書中戒指為亥），佩戴在右手小拇指。他的偵查範圍在「曉」中是最大的，擁有佈下警戒網的能力（感知能力）。

### 身世與經歷
黑絕為六道仙人的母親大筒木輝夜被羽衣與羽村封印前所創造出的孩子，其目的為使自己（輝夜）復活，而白絕則是曾經陷入無限月讀之人最終的下場，輝夜被封印後黑絕做出行動，先是利用因陀羅，後又竄改六道仙人的留下的石碑，並利用宇智波一族替自己賣命，當著宇智波一族的影子。其後宇智波斑用外道魔像培育柱間細胞時，黑絕便讓白絕顯現出來。在第三次忍界大戰草忍者村的神無毘橋之戰後，白絕與鳶（漩渦臉人造人）奉斑的命令監視及幫助宇智波帶土進行康復。曾探查到旗木卡卡西和野原凜在和霧忍的交戰中陷入危機，並帶領帶土前往戰場。後來黑絕透過斑將自己的意識注入白絕殘缺的另一邊，斑在注入完後就斷氣身亡。

## 劇情表現

### 佐助營救篇
在漫畫第一部結束時，漩渦鳴人與宇智波佐助位於終結之谷的戰鬥結束後曾經登場，能順著土地及樹木來行走，並達到掩蔽隱藏的效果，是「曉」中負責偵查情報的關鍵人物。

### 風影救回任務篇
宇智波鼬與干柿鬼鮫利用兩位蠍麾下的砂忍作為替身與漩渦鳴人及阿凱戰鬥失敗後，由絕前往處理兩位砂忍的屍體，處理方式是將他們啃食掉。蠍戰敗後與鳶（帶土）一同前往戰場回收曉組織的戒指。

### 不死二人組篇
當飛段和角都共同擊倒二尾後，曾出面回收被擊倒的二尾人柱力。

### 宇智波鼬追捕篇
在383話中，絕在自來也死亡之後出現，白絕打算參觀培因前往捉拿九尾的過程，但黑絕要去看佐助跟鼬的戰鬥。在第385話中，絕出現在宇智波鼬及佐助對戰的地方，並觀察他們以幻術對戰。388話中本以為佐助中了月讀，可是佐助卻反破解了月讀；目睹佐助的終極之術──雷鳴·麒麟威力之強大，又見識了鼬「須佐能乎」的力量，佐助與鼬間的決戰過後，向正在和鳴人一眾對戰的鳶匯報戰果，卻被鳴人大罵是「蘆薈」（白色部分很不滿，黑色部分則勸別動怒）。從絕和斑的對話中，得知絕能紀錄戰鬥的情況並在日後提供給他人回顧，其後帶走了戰場上鼬的屍體。從他與鳶的對話，顯示他是整個計劃的另一策劃者（因鳶曾說「我們的計劃」）──對他們來說，地達羅、角都、飛段、蠍都是他們計劃的貢獻者；鼬則是他們襲擊木葉的阻礙者，如今他們將要利用佐助征服全世界。

### 五影會議篇
五大國會議中，絕分裂成黑白兩人，白絕又複製出許多分身，一度困住了五影及影的隨行者，但最終被破解，分身的脖子被雷影掐斷。

### 大戰前夕篇
鬼鮫被打敗（實為藏身被奇拉比取走的「鮫肌」）後，絕出現並處理現場。漫畫第511話鬼鮫本人死後，絕從在其生前召喚出來的通靈鯊魚口中取得忍界聯軍的情報。爾後藥師兜與鳶商討如何對付忍界聯軍時，兜提到絕將是對付忍界聯軍的關鍵，而鳶從外道魔像裡提取了尾獸的查克拉，由此製造了十萬個白絕，以應對不久之後的戰爭需求。

### 第四次忍界大戰篇
第四次忍界戰爭開戰後，為了避人耳目，鳶利用外道魔像製造出十萬隻白絕，並給他們強化木遁能力，以地下行軍的方式前進戰場。至於絕被鳶留下來保護佐助，同時暗中將孢子植入藥師兜體內，監控其行動。其後忍者聯軍靠著白眼和感應忍者探測出十萬隻白絕兵分二路，其中的兩萬意圖從背後包抄聯合軍。這批部隊在第521話由岩忍用土遁從地下挖出來並和第二大隊展開戰鬥。第525話其中的一部分從海中現身，並與兜轉生出的眾多高手和第一大隊展開戰鬥，並以寄生分身的忍術混入忍聯軍進行諜報及暗殺。交戰之後，十萬隻白絕和八萬忍聯軍各損失一半軍力。
之後黑絕前去追查大名的行蹤，並透過白絕殘留的一隻腳製造出白絕來聯繫鳶。第553話與黑絕分開看守佐助的白絕遭到佐助用加居土命劍擊敗。第562話，鳴人說服了九尾為自己提供力量，擁有九尾之力的鳴人在擊敗混入忍聯軍的白絕時，被欲襲擊大名的黑絕用木遁阻挠，但黑絕隨後就被長十郎砍成兩段、無法行動，後來又被長十郎從背後刺了一刀，第574話一群參戰的白絕遭到佐助擊敗。第618話潛伏於佐助體內的六隻白絕被重吾的咒印仙力逼出，其中五隻作為解除屍鬼封盡後的歷代火影和恢復雙手的大蛇丸再次重生的犧牲品，剩下一隻被重吾吸收後萎縮。
第656、657話黑絕已經成功讓自己的一部分從被砍斷的下半身中脫離，並占據帶土的身體，以輪迴天生術幫助斑復活。第658話出現一隻白絕將帶土藏匿的另一隻輪迴眼以及自己的一隻手交給正在戰鬥中的斑。其後黑絕偷襲斑而使輝夜復活，之後藏匿於輝夜袖口提供建議，最後正要逃走時被鳴人丟入地爆天星中封印。

### 博人傳 - 火影次世代
第51話（慕留人的生日）首次出現白絕，比以往的白絕來得巨大，不會人話但會各種遁術及鐮刀近身戰，智力較低，第52話中有一隻被木葉丸班合力消滅，另有數十隻遭佐助的天照焚燒。

## 基本資料
- 性格：飄飄然（白絕）、分析專家（黑絕）
- 喜愛的食物：有嚼勁的東西
- 討厭的食物：蒟蒻、果凍
- 希望交战的對手：看起來有吃掉價值的人
- 興趣：觀察特異的忍者
- 查克拉屬性：風、雷、水、火、土、陰、陽[2]
- 忍者學校畢業年龄：未就讀
- 中忍升級年龄：非忍者
- 喜歡的話：獨立不撓（只相信自己）

## 忍術和技能
絕能夠分裂成黑白兩半各自行動，且每當有忍者戰死，絕就會將屍體吃掉，每當吃一具有查克拉的屍體，便可增加一些能量。
| 招式名稱 | 簡介 | 種類     | 等級 |
| -------- | --- | -------- | ---- |
| 木遁     | 進行水和土的性質變化製造樹木，擁有壓制尾獸的能力。 | 血繼限界 | -    |
| 瞳術     | 能將畫面錄製下來後播放的特殊能力，斑、鼬和佐助都曾使用過此術，將自己過去記憶中的場面重現。                                                                                 | 血繼限界 | -    |
| 感知     | 能夠大範圍偵測查克拉的忍術。 | 忍       |      |
| 蜉蝣之術 | 能自由地在土地中行動，可透過植物的經脈網路附身於植物上。 | 忍       | -    |
| 分身之術 | 白絕的忍術，能複製出許多白絕分身，或是利用可生成白絕分身的孢子寄生在他人身上。能夠吸收他人的查克拉，還能施展連查克拉都能模仿的變身術。但戰鬥能力偏低，主要用於突襲或掩護。 | 忍       |      |
| 分裂之術 | 黑絕的忍術，可以任意將自己分裂或變形，但使用的都是相同的意識（即輝夜的意志）。能夠用於控制他人、吸收指定對象以至複數對象的查克拉或是讓自己脫身。                           | 忍       |      |
| 孢子之術 | 白絕的忍術，可以任意將自己分裂或變形，纏繞對方身上無法動彈。 | 忍       |      |